# Niclas Alexandersson
Niclas Alexandersson (* 29. Dezember 1971 in Halmstad) ist ein ehemaliger schwedischer Fußballspieler. Der mehr als hundertfache Nationalspieler wurde hauptsächlich als Mittelfeldspieler auf der rechten Seite eingesetzt. Zu seinen Stärken gehörten neben seiner Schnelligkeit, seine Technik und sein gutes Passspiel. Sein Bruder Daniel Alexandersson ist ebenfalls als Fußballspieler aktiv, ihr Vater Lennart Alexandersson war Profi in den 1970ern.
Alexandersson nahm für die schwedische Nationalmannschaft an jeweils zwei Welt- und Europameisterschaften teil und wurde zweimal schwedischer Landesmeister. 1995 wurde er als Årets mittfältare, der schwedische Mittelfeldspieler des Jahres, ausgezeichnet.

## Werdegang
Seine fußballerische Laufbahn begann Alexandersson bei Vessigebro BK, bevor er 1987 zu Halmstads BK wechselte. Dort debütierte er 1989 in der ersten Mannschaft und absolvierte bis 1995 161 Ligaspiele für den Verein, wobei er 29 Tore erzielte. 1996 wechselte Niclas Alexandersson zum Spitzenclub IFK Göteborg, wo er unter anderem 14 mal in der Champions League auflief.
1997 wechselte Alexandersson nach England zu Sheffield Wednesday, wo er bis 2000 spielte. Von 2000 bis 2003 spielte er dann für den FC Everton und in der Saison 2003/04 kurzzeitig auf Leihbasis bei West Ham United. Insgesamt bestritt er in England 141 Ligaspiele und erzielte 12 Tore. 2004 kehrte er wieder nach Schweden zu seinem ehemaligen Verein IFK Göteborg zurück, wo er derzeit noch aktiv ist.

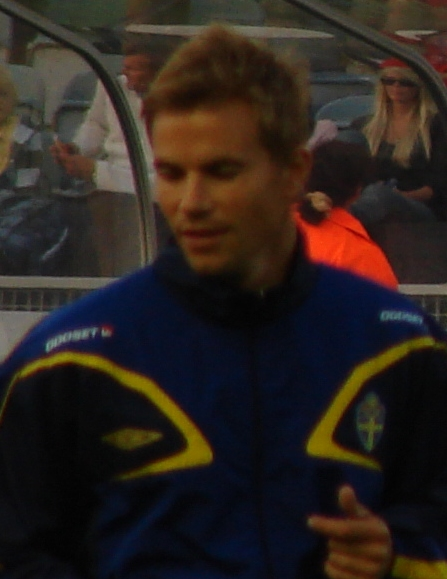
Alexandersson beim Aufwärmen vor einem Länderspiel gegen die USA im August 2007

Sein Debüt für die schwedische Nationalmannschaft gab Niclas Alexandersson 1993 beim Länderspiel gegen Österreich. Seitdem bestritt er über 100 Einsätze im Nationaldress. Alexandersson war bei der Weltmeisterschaft 2002, der Weltmeisterschaft 2006, sowie den Europameisterschaften 2000 und 2008 dabei. Außerdem war er Teil der schwedischen Auswahl bei den Olympischen Spielen 1992.
Am 1. Oktober 2008 gab Niclas Alexandersson bekannt, er werde nach der schwedischen Fußballsaison IFK Göteborg verlassen und seine Fußballkarriere beenden.

## Erfolge und Auszeichnungen
- Schwedischer Meister: 1996, 2005
- Schwedischer Pokalsieger: 2008
- Supercupen: 2008
- Årets mittfältare: 1995